# 13004 Альдаз
13004 Альдаз (1982 RR, 1993 FS5, 13004 Aldaz) — астероїд головного поясу, відкритий 15 вересня 1982 року.
Тіссеранів параметр щодо Юпітера — 3,315.